# Márton Vámos
Márton György Vámos (Budapeste, 24 de junho de 1992) é um jogador de polo aquático húngaro.

## Carreira
Vámos integrou o elenco da Seleção Húngara de Polo Aquático que ficou em quinto lugar tanto nos Jogos Olímpicos de 2016.